# قانون فاعلية الكتلة
قانون فاعلية الكتلة في الكيمياء (بالإنجليزية: law of mass action) هو نموذج رياضي يمكن به تفسير سلوك محلول كيميائي في حالة توازن. ويمكن وصفه من وجهتين :
1. من وجهة حالة التوازن الكيميائي ، وهي تتعلق بنسب مخلوط يتفاعل ويكون في حالة توازن كيميائي.
2. من وجهة سرعة التفاعل ، وهذا يتعلق بمعادلة سرعة التفاعل لكل تفاعل يجري فيه.

يعتبر هذا القانون من أقدم القوانين في علم الكيمياء الحديث حيث صاغه العالمان "جولدبرج" و "واجي" خلال الأعوام 1864 حتى 1879، وقاما بتعيين ثوابت التوازن بالتجربة وباستخدام معادلة معدلات مستنبطة من عملهم. وتأكد كل من جولدبرج و"واجي" بأن التوازن الكيميائي هو عملية ديناميكية (حركية) يسري فيها تفاعلان عكسيان في وقت واحد حيث يكون معدلي التفاعلين متساويين.

## الصيغة الرياضية
الصيغة العامة للقانون كما يلي :
{\displaystyle K=\prod _{i=1}^{n}a_{i}^{{\nu }_{i}}}
حيث :
الناتج Π (ويتكون من عدة أجزاء عددها n)
a الفاعليات الكيميائية
ν معاملات نسب العناصر ، (للمواد الداخلة في التفاعل < 0 والمواد الخارجة من التفاعل > 0)
K ثابت التوازن
ويعين معامل التوازن K نسبة عدد الجزيئات الناتجة إلى عدد الجزيئات الداخلة في التفاعل في حالة التوازن.
وأحيانا نستخدم تركيز المواد في المحاليل أو الضغوط الجزئية في الغازات بدلا من استخدام "فاعلية المواد، ولكل منها قيمة من K خاصة بها.
كما يمكننا ربط قانون فاعلية الكتلة بخواص أخرى مثل الضغط والتركيز. ونتبع ذلك بإضافة رموز تعرف بكل منها، فيوجد معامل توازن (Kc للتركيز وأخرى Kp للضغط الجزئي , وكذلك معامل توازن Kx لنسب المواد. ويمكننا حساب كل معامل من الآخر.
وبالنسبة إلى التفاعلات في محاليل مخففة نستعمل التراكيز، أما في المحاليل المركزة فيمكن لمعامل التفاعل أن يحيد عن 1، مما يجعل النتيجة غير دقيقة بالكامل. وعلى سبيل المثال، فلنفترض التفاعل:
{\displaystyle \mathrm {a\,A+b\,B\ \rightleftharpoons \ c\,C+d\,D} }
وصيغة القانون في هذه الحالة لمعامل توازن التركيز:
{\displaystyle K_{c}={\frac {c^{\mathrm {c} }(\mathrm {C} )\cdot c^{\mathrm {d} }(\mathrm {D} )}{c^{\mathrm {a} }(\mathrm {A} )\cdot c^{\mathrm {b} }(\mathrm {B} )}}}

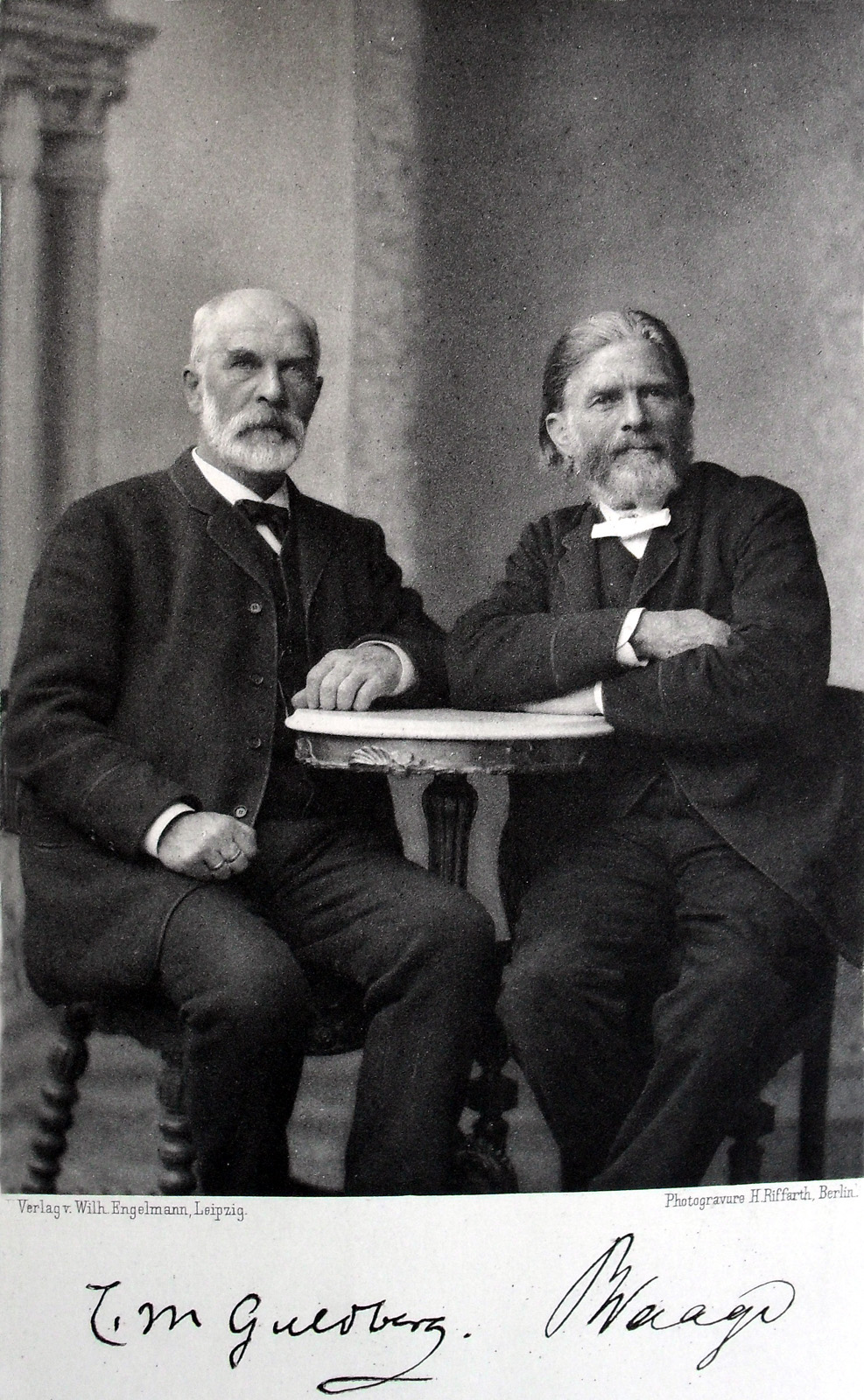
Cato Guldberg (اليسار) و Peter Waage عام 1891

وهنا تعني (c(A و(c(B و(c(C و(c(D تركيزات التوازن (وهي تركيزات مولية وزنية) للمواد الداخلة في التفاعل والمواد الناتجة من التفاعل. وقد جرى العرف على الرمز للتركيزات المولية بالأقواس المستقيمة [A]و [B]و [C] و[D].
وتظهر معاملات نسب المواد في الأس لكل مادة، أي عدد الجزيئات من كل نوع الضرورية لتكملة معادلة التفاعل.
ويمكن استنباط معادلة القانون بصرف النظر عن طريقة سير التفاعل بتطبيق الترموديناميكا بمساعدة الكمونات الكيميائية للمواد.
قام العالمان النرويجيان "جولدبرج " و"واجي" عام 1864 بصياغة قانون فاعلية الكتل، وقد قاما آنذاك باستنباطه بما يسمى "كتل نشطة" وهو تعبير قديم ويُقصد به "تركيز الكتلة".

## اقرأ أيضا
- مخطط أرهينيوس
- معامل بولتزمان
- تفاعل كيميائي
- ثابت التوازن
- تفاعل ناشر للحرارة
- تفاعل يمتص الحرارة
- تفاعل الثرميت
- تفاعل أكسدة-اختزال
- اختزال
- نظرية تحول الحالة
- معادلة أرينيوس
- فاعلية كيميائية
- تفاعل نووي